# Sergentomyia montana
Sergentomyia montana är en tvåvingeart som beskrevs av Davidson 1990. Sergentomyia montana ingår i släktet Sergentomyia och familjen fjärilsmyggor.
Artens utbredningsområde är Etiopien. Inga underarter finns listade i Catalogue of Life.